# Rugby-League-Weltmeisterschaft 2013/Qualifikation
Für die Endrunde der Rugby-League-Weltmeisterschaft 2013, die im Oktober und November in England, Frankreich, Irland und Wales ausgetragen wurde, waren zwölf Teilnehmer automatisch startberechtigt. Die restlichen zwei Plätze wurden mit den Gewinnern von zwei Qualifikationsturnieren besetzt.

## Qualifizierte Mannschaften
- Australien *
- Cookinseln *
- England *
- Fidschi *
- Frankreich *
- Irland *
- Italien (Gewinner der Group Europe)
- Neuseeland *
- Papua-Neuguinea *
- Samoa *
- Schottland *
- Tonga *
- Vereinigte Staaten (Gewinner der Group Atlantic)
- Wales *

* automatisch startberechtigt

## Qualifikationsturniere

### Group Atlantic
|    | Land               | Spiele | Siege | Unent. | Ndlg. | Spiel- punkte | Diff. | Tabellen- punkte |
| -- | ------------------ | ------ | ----- | ------ | ----- | ------------- | ----- | ---------------- |
| 1. | Vereinigte Staaten | 2      | 2     | 0      | 0     | 80:8          | + 72  | 4                |
| 2. | Jamaika            | 2      | 1     | 0      | 1     | 24:46         | - 22  | 2                |
| 3. | Südafrika          | 2      | 0     | 0      | 2     | 10:60         | - 50  | 0                |

| 15. Oktober 2011 | Vereinigte Staaten | 40 : 4 | Südafrika | Campbell’s Field, Camden |
| 15. Oktober 2011 | Bericht            |        |           | Campbell’s Field, Camden |

| 19. Oktober 2011 | Südafrika      | 6 : 20 | Jamaika | Campbell’s Field, Camden |
| 19. Oktober 2011 | (6:10) Bericht |        |         | Campbell’s Field, Camden |

| 23. Oktober 2011 | Vereinigte Staaten | 40 : 4 | Jamaika | Campbell’s Field, Camden |
| 23. Oktober 2011 | (6:4) Bericht      |        |         | Campbell’s Field, Camden |

### Group Europe
|    | Land     | Spiele | Siege | Unent. | Ndlg. | Spiel- punkte | Diff. | Tabellen- punkte |
| -- | -------- | ------ | ----- | ------ | ----- | ------------- | ----- | ---------------- |
| 1. | Italien  | 3      | 2     | 1      | 0     | 163:31        | + 132 | 5                |
| 2. | Libanon  | 3      | 2     | 1      | 0     | 147:23        | + 124 | 5                |
| 3. | Russland | 3      | 1     | 0      | 2     | 42:152        | - 110 | 2                |
| 4. | Serbien  | 3      | 0     | 0      | 3     | 38:184        | - 146 | 0                |

| 15. Oktober 2011 15:00 | Italien        | 92 : 6 | Russland | Stadio Piebiscito, Padua Zuschauer: 2.100 Schiedsrichter: Jamie Child |
| 15. Oktober 2011 15:00 | (36:6) Bericht |        |          | Stadio Piebiscito, Padua Zuschauer: 2.100 Schiedsrichter: Jamie Child |

| 16. Oktober 2011 | Libanon | 96 : 4 | Serbien | International Olympic Stadium, Tripolis |
| 16. Oktober 2011 | Bericht |        |         | International Olympic Stadium, Tripolis |

| 22. Oktober 2011 | Russland | 0 : 32 | Libanon | Wereja-Stadion, Wereja |
| 22. Oktober 2011 | Bericht  |        |         | Wereja-Stadion, Wereja |

| 23. Oktober 2011 | Serbien | 6 : 52 | Italien | Stadion FK Radnički, Belgrad |
| 23. Oktober 2011 | Bericht |        |         | Stadion FK Radnički, Belgrad |

| 29. Oktober 2011 | Italien        | 19 : 19 | Libanon | Stadion FK Radnički, Belgrad Schiedsrichter: Thierry Alibert |
| 29. Oktober 2011 | (18:0) Bericht |         |         | Stadion FK Radnički, Belgrad Schiedsrichter: Thierry Alibert |

| 29. Oktober 2011 | Serbien | 28 : 36 | Russland | Stadion FK Radnički, Belgrad |
| 29. Oktober 2011 | Bericht |         |          | Stadion FK Radnički, Belgrad |